# Altinum
Altinum bio je antički obalni grad plemena Veneti u Venetu - Italija. Nalazio se 15 km jugoistočno od Tarvisiuma (današnji Treviso), na rubu Venecijansku lagunu kod ušća rijeke Sile. 
Prema zapisima, to je bio vrlo bogat grad, čiji je život dokinuo Atila koji ga je prvi put razorio 452., nakon toga postupno su ga napustili stanovnici i potražili sigurnije utočište na otocima venecijanske lagune poput Burana i Torcella.
Današnje naselje Altino koje leži pored starog Altinuma, ima oko 100 stanovnika i Arheološki muzej, to je izdvojeni kvart u gradu Quarto d'Altino.

## Povijest
O Altinumu je pisao i grčki povjesničar Strabon u svojim zemljopisu - "on leži na močvarnom kraju, sličnom onom kraj Ravenne".
Dosad pronađeni venetski grobni spomenici pokazuju da Altinum bio naseljen već u 5. pr. Kr. Važnost grada porasla je nakon izgradnje ceste Via Annia (131. pr. Kr.), koja je povezivala Adriju s Akvilejom. Pri kraju Republike, Altinum je postao municipij, a njegovi građani postali punopravni članovi Rima. Od cara Augusta i njegovih nasljednika porasla je važnost Altinuma izgradnjom Via Claudia Augusta, koji je išla iz Altinuma do "limesa" na Dunavu, na 350 m do Bodenskog jezera. Grad je osim strateškog i gospodarskog značaja, zbog svoje blage klime, postao i ladanjsko mjesto u kojem su rimski aristokrati i bogati građani podigli brojne vile koje je čuveni pjesnik Marcijal uspoređivao s onima u Baji ladanjskom mjestu u Napuljskom zaljevu (Epigr. IV. 25). U jednoj od vila Altinuma umro je rimski car Lucije Ver 169.
Altinum postao sjedište biskupije negdje oko 5. st., prvi biskup zvao se Heliodorus od Altina (Eliodoro).
Oko 452., Huni s Atilom poharali su Altinum i nekoliko okolnih gradova i spalili većinu zgrada. Izbjeglice iz Altinuma naselili su se na sigurnijim otocima u venecijanskoj laguni, iz jednog od tih naselja izrasla je kasnije Venecija. Altinum su 568. osvojili Langobardi, nakon toga i preostali stanovnici iselili su na otoke u laguni. Na kraju se 647. i biskupija preselila u Torcello. Altinum je potpuno napušten na kraju 10. st. početku 11. st.  Područje je ponovno naseljeno u 15. st. kad je izgrađen obližnji Quarto d'Altino, prve kuće u današnjem Altinu podignute su u 19. st.

## Ponovno otkriće
Uspomene na lokaciju antičkog Altinuma među mještanima nisu nikad izbjedjele, jer se na tom mjestu uvijek pronalazilo puno kamenih ostataka nekadašnjih građevina, tako da je Altinum bio poput kamenoloma za nova naselja Torcello, Veneciju i ostala u području venecijanske lagune. No kako je vrijeme odmicalo, ostatci grada potonuli su u blato tog močvarnog područja i više nisu bili vidljivi. Arheološka istraživanja otpočela su na početku 20. stoljeća, kad je kraj isušen.
Dosadašnja arheološka iskopanja i aero snimanja, otkrila su neke objekte Altinuma: dio obrambenog bedema, gradska vrata, brojne privatne kuće, dio luke i dijelove cesta. Tokom 2008. / 2009. nad terenom Altinuma obavljena su brojna aero snimanja, kombinacija snimaka vidljivog i infracrvenog spektra snimljenih za vrijeme suše 2007, kad su polja kukuruza i soje propala otkrila su prisutnost opeke ispod sloja do kojeg se ore. Tako je postala vidljiva tipična rimska mreža gradskih ulica, s kanalom koji je presijecao grad, vidjeli su se i temelji teatra i drugih javnih objekata. To je omogućilo geomorfologu Andreji Ninfu i njegovim kolegama s Padovanskog univerziteta da naprave digitalnu rekonstrukciju gradske topografije i mreže kanala i brana,  koja su služila stanovnicima Altinuma za melioraciju močvarnog terena. Njihovu kartu Altinuma možete vidjeti na Altinum city map[neaktivna poveznica] kao i priču o aero snimanju i analizi snimaka na Ogle Earth: Altinum revealed... and in Google Earth.

## Vanjske poveznice
- Ancient Roman City Rises Again (engl.)
- "Altinum", il primo grande porto in laguna  Arhivirana inačica izvorne stranice od 5. svibnja 2011. (Wayback Machine) (tal.)
- "I GEOGRAFI SCOPRONO L'ANTENATA DI VENEZIA RICOSTRUITA LA PIANTA DELL'ANTICA ALTINO" (tal.)